# Ipomoea jujuyensis
Ipomoea jujuyensis är en vindeväxtart som beskrevs av O'donell. Ipomoea jujuyensis ingår i släktet praktvindor, och familjen vindeväxter. Inga underarter finns listade i Catalogue of Life.